# FPC-Verbinder
FPC-Verbinder sind flexible Leiterplatten (englisch Flexible Printed Circuits), die der Verbindung von elektronischen Baugruppen mit mindestens einem Freiheitsgrad dienen.
Es sind meist gedruckte Schaltungen die auf einem flexiblen Kunststoffträger, beispielsweise Polyimid, Mylar oder Nylon, meistens aber Polyesterfolie aufgebaut sind. Als Leitermaterial ist Kupfer am gebräuchlichsten, seltener wird Silber verwendet, für erhöhte Anforderungen werden die Kontaktbereiche auch hauchvergoldet. Für Low-Cost-Anwendungen gab es bis in die 1970er Jahre Ausführungen mit Papier als Trägermaterial, die heute aus Brandschutzgründen nicht mehr gebräuchlich sind.
Die im Alltag bekanntesten Anwendungen von FPC-Verbindern mit einem Freiheitsgrad sind z. B. die Verbindung zum Druckkopf bei Druckern oder bei Laptops die Verbindung zwischen Bildschirm und Computer. In der Robotik werden zur Ansteuerung der Motorik und Auswertung der Sensorik auch wesentlich komplexere FPC-Verbinder verbaut, die bis zu drei Freiheitsgrade und viele Millionen Bedienspiele ermöglichen müssen.